# Кристинехамн
Кристинехамн (на шведски: Kristinehamn) е град в западната част на централна Швеция, лен Вермланд. Главен административен център на едноименната община Кристинехамн. Разположен е на северния бряг на езерото Венерн. Намира се на около 220 km на запад от столицата Стокхолм и на около 30 km на югоизток от Карлстад. Получава статут на град през 16 век. ЖП възел, има пристанище. Населението на града е 17 839 жители според данни от преброяването през 2010 г.